# Perseus (stjärnbild)
För andra betydelser, se Perseus (olika betydelser).
Perseus (samma på latin) är en stjärnbild på norra stjärnhimlen. Den är också en av de 88 moderna stjärnbilderna som erkänns av den Internationella Astronomiska Unionen.

## Historik
Perseus var en av de 48 konstellationerna som listades av astronomen Klaudios Ptolemaios i hans samlingsverk Almagest.

## Mytologi
Perseus är en av de antika hjältarna i grekisk mytologi. Det var han som dödade gorgonen Medusa vars blotta åsyn förvandlade människor till sten. Perseus använde sin sköld som spegel och högg huvudet av henne utan att direkt behöva se på henne. På vägen tillbaka räddade han Andromeda från havsvidundret Cetus med hjälp av gorgonens avhuggna huvud. 
Efter sin död blev Perseus uppkastad på himlen som en stjärnbild. Där är han en av sex stjärnbilder som är kopplad till myten om Perseus. De andra är Andromeda, Cepheus, Cassiopeja, Valfisken och Pegasus.

## Stjärnor

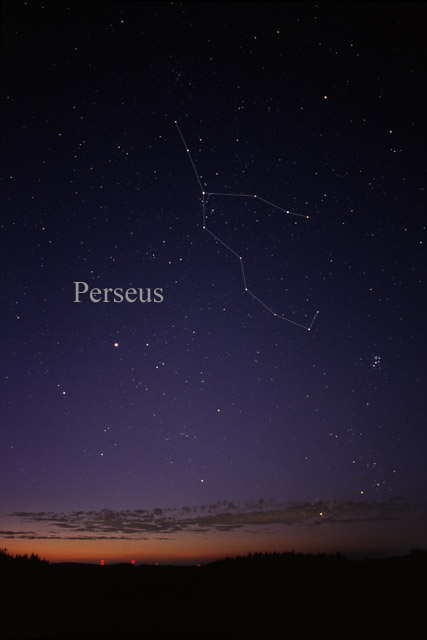
Stjärnbilden Perseus som den kan ses med blotta ögat.

Det här är de ljusaste stjärnorna i konstellationen.
- α - Alfa Persei (Mirfak) är en superjätte med den magnitud 1,806.
- β - Algol (Beta Persei, Demonstjärnan) var den första förmörkelsevariabeln som upptäcktes och en av de första variabla stjärnorna över huvud taget. Beta Persei är i själva verket en trippelstjärna. Stjärnsystemets magnitud är 2,1, men sjunker till 3,4 med ett mellanrum på 2 dygn 20 timmar och 49 minuter. Variabeln stannar i förmörkat läge i ungefär 10 timmar. En sekundär förmörkelse inträffar när den primära stjärnan (Algol A) förmörkar den svagare stjärnan (Algol B). Algol A och Algol B har ett avstånd av endast 0,062 AU, medan den tredje komponenten, Algol C befinner sig på ett avstånd från de båda andra stjärnorna på 3,69 AU.

Algol passerade solsystemet på ett avstånd av 9,8 ljusår för 7,3 miljoner år sedan. Då var Algol betydligt ljusare på natthimlen än Sirius som idag är den ljusstarkaste stjärnan, nämligen -2,5 i magnitud.
- ζ - Zeta Persei (Menkhib) en blåvit superjätte med magnitud 2,86
- ε - Epsilon Persei är en multipelstjärna med magnitud 2,88
- γ - Gamma Persei är en dubbelstjärna med magnitud 2,93
- δ - Delta Persei är en snabbt roterande dubbelstjärna med magnitud 3,01
- ρ - Rho Persei (Gorgonea Tertia) en halvregelbunden variabelstjärna som varierar i magnitud 3,3 – 4,0.
- η - Eta Persei (Miram) är av magnitud 3,76.
- κ - Kappa Persei (Misam) är en trippelstjärna med magnitud 3,8
- ν - Ny Persei är en gulvit jättestjärna med magnitude 3,77
- ο - Omikron Persei (Atik) är en spektroskopisk dubbelstjärna med magnitud 3,83. Namnet kan vara bekant för att stjärnan figurerat i den amerikanska teveserien Futurama, men också i Transformers, Star Trek och Mystery Science Theater 3000.
- ξ - Xi Persei (Menkib) är en blå jätte av magnitud 4,042
- ϕ - Fi Persei (Seif) är en dubbelstjärna med magnitud 4,01
- ι - Jota Persei har magnitud 4,05
- θ - Theta Persei är en dubbelstjärna där den ljusstarka stjärnan har magnitud 4,12.
- ψ - Psi Persei 4,31.
- ω - Omega Persei (Gorgonea Quarta) 4,63.
- π - Pi Persei (Gorgonea Secunda) 4,7.
- GK Persei (Nova Persei 1901) var en ljusstark nova som upptäcktes den 21 februari 1901.  Sedan dess har stjärnan ändrats från en typisk nova till en kataklysmisk variabel, som har tämligen regelbundna utbrott ungefär var tredje månad.

## Djuprymdsobjekt
Det finns gott om intressant objekt i stjärnbilden Perseus.

### Stjärnhopar
- Messier 34 (NGC 1039) är en öppen stjärnhop av magnitud 5,5.
- NGC 884 och NGC 869 (Caldwell 14) är en dubbel stjärnhop som ibland kallas kort och gott Dubbelhopen. Deras kombinerade ljusstyrka är av magnitud 4,3 varför de kan ses för blotta ögat.
- Alfa Persei-hopen (Melotte 20 eller Collinder 39) är en öppen stjärnhop, där flera av stjärnbildens ljusstarkare stjärnor ingår, bland annat Alfa och Delta Persei.

### Galaxer
- NGC 1260 är en spiralgalax som var platsen för SN 2006gys supernovautbrott. Utbrottet var så kraftigt att man här talar om hypernova och det näst ljusstarkaste objektet i det kända universum.
- NGC 1275 (Caldwell 24 eller Perseus A) är en seyfertgalax och radiokälla i centrum av Perseushopen.

### Galaxhopar
- Perseushopen (Abell 426) är en galaxhop på 250 miljoner ljusårs avstånd från Jorden.

### Nebulosor
- Lilla hantelnebulosan (Messier 76 eller NGC 650/651) är en planetarisk nebulosa har sitt namn av att den liknar Hantelnebulosan (Messier 27) i stjärnbilden Räven.
- NGC 1333 är en reflektionsnebulosa av magnitud 5,6.

## Meteorsvärmar
- Perseiderna är förmodligen den mest kända av alla meteorsvärmar. Den har observerats i över 2000 år och har vid sitt maximum i augusti oftast mer än 60 meteorer per timme.

## Landskapsstjärnbild
Perseus är Västmanlands landskapsstjärnbild.